# Olivia Schough
Olivia Schough, née le 11 mars 1991 à Vanered, est une footballeuse internationale suédoise. Elle évolue au poste d'attaquante à l'Inter Milan.

## Biographie

### En équipe nationale
Avec les moins de 19 ans, Olivia Schough participe au championnat d'Europe des moins de 19 ans 2009 organisé en Biélorussie. La Suède atteint la finale de la compétition, en étant battue par l'Angleterre.
Olivia Schough dispute ensuite avec les moins de 20 ans, la Coupe du monde des moins de 20 ans 2010 qui se déroule en Allemagne. Lors du mondial junior, elle joue trois matchs. La Suède atteint les quarts de finale de la compétition, en étant battue par la Colombie.
En 2013, Schough est retenue par la sélectionneuse Pia Sundhage afin de participer au championnat d'Europe 2013 qui se déroule dans son pays natal. La Suède atteint les demi-finales de la compétition, en se faisant battre par l'Allemagne.
Olivia Schough dispute ensuite la Coupe du monde 2015 au Canada. Schough ne joue qu'un seul match lors du mondial, contre le Nigeria. La Suède atteint les huitièmes de finale de la compétition, en se faisant éliminer une nouvelle fois par l'Allemagne.
En 2016, Schough figure dans la liste des 18 joueuses qui participent aux Jeux olympiques organisés au Brésil.

## Palmarès
- Finaliste du championnat d'Europe des moins de 19 ans 2009 avec l'équipe de Suède de football des moins de 19 ans
- Vainqueur de la Coupe de Suède en 2011 et 2012 avec le Göteborg FC
- Vainqueur de la Supercoupe de Suède en 2013 avec le Göteborg FC
- Troisième de la Coupe du monde féminine de football 2019